# 亨利四世 (羅伊斯-格拉)
亨利四世（德語：Heinrich IV，1650年3月13日—1686年3月13日），羅伊斯-格拉伯爵，1670年至1686年在位。

## 家庭
1672年，亨利四世與施瓦茨堡-松德斯豪森伯爵克里斯蒂安·威廉的姐姐安娜·多蘿西亞（Anna Dorothea）結婚，兩人共有五個兒子：
1. 亨利十八世（1677年—1735年）
2. 亨利二十世（1678年—1689年），早逝
3. 亨利二十二世（1680年—1731年）
4. 亨利二十五世（1681年—1748年）
5. 亨利二十七世（1683年—1706年）